# Diego de Arroyo
Pour les articles homonymes, voir Arroyo.

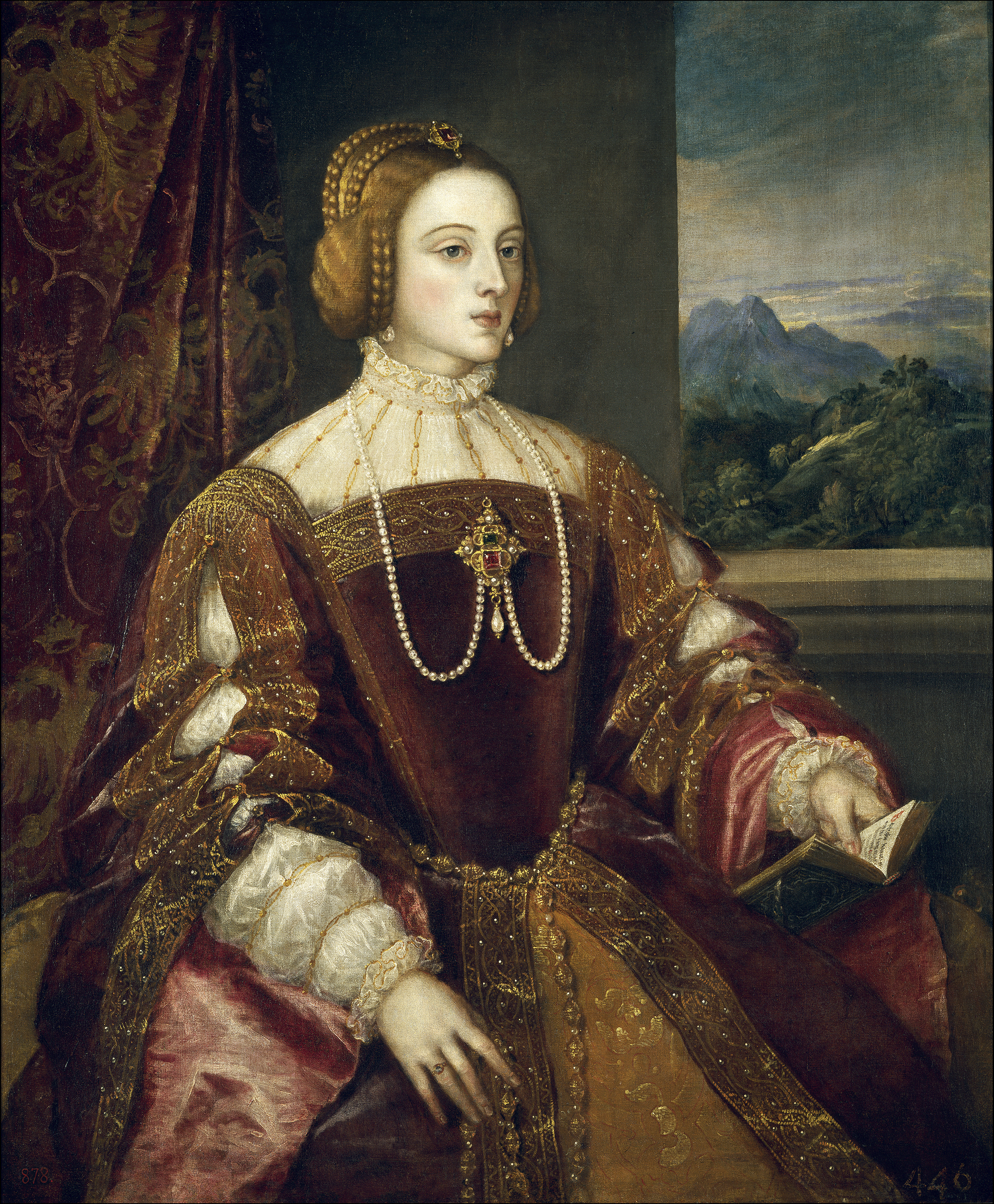
Portrait d'Isabelle de Portugal, par Titien, 1548. Le tableau aurait été inspiré d'un dessin d'Arroyo.

Diego de Arroyo (Tolède, 1498 - Madrid, 1551) est un peintre portraitiste, enlumineur et peintre héraldiste espagnol. Il est peintre à la cour de Charles Ier d'Espagne, puis assure la charge de héraut de Philippe II d'Espagne.

## Portraitiste d'Isabelle de Portugal?
Il est enlumineur au service de l'impératrice Isabelle, épouse de Charles, à partir de 1530. Les documents relatifs aux portraits de l'impératrice, peut-être sur papier, dont un réalisé par Manuel Denis et d'autres d'attribution douteuse, n'ont pas été conservés, qui auraient servi de modèle pour le portrait posthume réalisé par Titien en 1548. Ce portrait posthume a été commandé plusieurs années après la mort de l'impératrice (1539) par Charles Quint au maître vénitien qui ne l'avait jamais vue en portrait. Pour ce faire, il utilise pour modèle un tableau d'un peintre inconnu ou de « second rang », tableau perdu dans l'incendie du palais du Pardo en 1604. Des sources italiennes contemporaines (Pietro Aretino) citent le portrait de l'impératrice, le qualifiant de « trivial », peut-être pas dans le goût italien mais molto simile al vero et indiquent qu'elle plut à l'empereur, au moins assez pour qu'elle soit à l'origine d'une commande au Titien. L'attribution de la paternité à Diego Arroyo n'est qu'une parmi plusieurs possibles et notamment aux peintres Scrouts, Seisenegger ou Vermeyen.

## Enluminures
Diego Arroyo accompagne le roi Philippe lors d'un voyage en Europe et fait de brefs séjours à Tolède où il est affecté à des travaux pour la cathédrale, décorant le Livre des présages, travaux pour lesquels il est aidé par son apprenti Francisco de Buitrago et pour lequel il est payé plus de trente mille maravédis (montant extraordinaire à l'époque).

## Source de la traduction
- (es) Cet article est partiellement ou en totalité issu de l’article de Wikipédia en espagnol intitulé « Diego de Arroyo » (voir la liste des auteurs).